# First and Last and Always
First and Last and Always — дебютный альбом британской рок-группы The Sisters of Mercy, изданный 11 марта 1985 года на собственном лейбле группы Merciful Release (вместе с дистрибьютором WEA).
Все члены коллектива, за исключением вокалиста Эндрю Элдрича, принимавшие участие в данной записи, покинули группу вскоре после проведения концертного тура в поддержку альбома.
Переработанная версия альбома, включающая ремиксы песен, сделанные Эндрю Элдричем, и изначально выпускавшаяся для продажи в Японии, была издана в 1992 году. В 2006 году вышло ещё одно его переиздание, приуроченное к турне Sisters Bite the Silver Bullet и снабжённое бонус-треками.
Несмотря на то, что сам Элдрич отрицал любую причастность коллектива к готик-року, пластинка стала одним из краеугольных камней данного стиля, оказав влияние на множество последователей.

## Предыстория
Группа The Sisters of Mercy была основана Эндрю Элдричем и Гэри Марксом в 1980 году в Лидсе и к 1983 году выпустила пять синглов и два EP. Записи издавались на Merciful Release, собственном инди-лейбле группы, и распространялись независимо. В 1983 году, по мере роста популярности коллектива и регулярного попадания его работ в британский инди-чарт, было объявлено о планирующемся на следующий год выпуске дебютного студийного альбома. Элдрич оценил производственные затраты в £40 000, что было явно не по карману независимой группе. Примерно в то же время начались переговоры с заинтересованными лейблами.
В октябре 1983 года группу покинул гитарист Бен Ганн, а уже в конце того же года ему нашлась замена (с помощью компании CBS Records, желавшей подписать контракт с The Sisters) в лице бывшего участника Dead or Alive Уэйна Хасси. Вскоре после прихода Хасси между музыкантами возникли разногласия:
Я начал репетировать в подвале дома Элдрича — с Крэйгом и Гэри. Мы играли часто, примитивно, но без Эндрю. <…> Гэри постепенно терял иллюзии [относительно происходящего] и всего через три недели после моего прихода в группу предложил уйти с ним и Крэйгом. Думаю, с того момента группа сохраняла целостность именно благодаря мне.
Оригинальный текст (англ.)I started rehearsing with Craig and Gary in the cellar of Eldritch’s place. It was very primitive, we did a lot of rehearsing but never with Andrew. <…> Gary was becoming disillusioned and after I’d been in the band only about three weeks, he asked me to leave with him and Craig. I think from that point on I held the band together in many ways.
Элдрич, выполнявший функции менеджера и занимавшийся финансовыми вопросами группы, провёл в наступившем 1983 году переговоры с несколькими звукозаписывающими компаниями и в итоге подписал на приемлемых условиях договор с WEA Records. Открылся офис Merciful Release в Лондоне, была создана их собственная издательская компания Candelmaesse Limited, которая лицензировала будущие песни для издательского подразделения RCA Records — RCA Music Limited.
На первом концерте обновлённых The Sisters of Mercy, состоявшемся 7 апреля 1984 года в Бирмингеме, были исполнены несколько новых песен, а также кавер на композицию ABBA «Gimme! Gimme! Gimme!», который группа позднее собиралась записать в студии и выпустить как сингл. За выступлением последовал короткий тур по США, продолжавшийся до 16 апреля.
В стокпортской студии Strawberry Recording группа записала свой первый сингл для WEA («Body and Soul»), единоличным автором и продюсером которого был Элдрич. Сингл вышел 4 июня 1984 года. Он не вошёл в Top 40, застряв на 46-й позиции хит-парада.
Со 2 мая по 6 июня «сёстры» гастролировали по Британии и Европе. По рекомендации WEA Records продюсер The Cure Дэйв Аллен посетил амстердамский концерт группы 2 июня 1984, а позже получил телеграмму от Эндрю Элдрича: «The Sisters говорят „да“ Дэйву Аллену».
После гастролей The Sisters начали приготовления к записи альбома. Но первым делом они посетили студию Maida Vale (19 июня), чтобы записать John Peel Session для BBC Radio 1. Эфир состоялся 13 июля, когда The Sisters of Mercy уже приступили к записи альбома.

## Студийные сессии

### Предварительная запись в Parkside Studios (весна 1984)
После интенсивного написания песен Гэри Маркс отправился в Parkside Studios, «крошечную студию в репетиционном комплексе по Armley Road, где мы с Уэйном записывали новые демо с его голосом». В роли звукооператора выступил Стив Аллен.
Элдрич был воодушевлён новым материалом и показал несколько инструментальных демо журналисту Melody Maker Адаму Свитину: «Думаю, этот материал будет невероятным, прорыв по сравнению со сделанным ранее».

### Strawberry Recording Studios (июнь-июль 1984)
В конце июня 1984 года The Sisters of Mercy в компании с продюсером Дэйвом Алленом отправились в Strawberry Recording Studios, что в Стокпорте, неподалёку от Манчестера, рассчитывая записать свой первый студийный альбом за 5 недель. Студия стоила £500 в день и £3250 в неделю. В Стокпорте планировалось записать инструменты и вокал. Запись дополнительных вокальных партий, прочих наложений и окончательное сведение были намечены на август в студии Genetic Studios. Итоговая версия альбома должна была увидеть свет в третью неделю октября 1984 года.
Группа начала запись немедленно, причём изначально собственные тексты напевали Хасси и Маркс. Позже оба музыканта используют некоторые тексты и мелодии в песнях собственных групп, The Mission и Ghost Dance соответственно. Так, например, в «Nine While Nine», которая поначалу называлась «Child of Light», Гэри Маркс напел мелодию, позже использованную в «A Deeper Blue» Ghost Dance. Текст ранней версии «Black Planet», спетый Уэйном Хасси, позже вошёл в песни The Mission «Dance on Glass» и «Naked and Savage». Некоторые песни в процессе записи остались «за бортом»: «Garden of Delight», впоследствии записанная The Mission, и «Yesterday Again» Ghost Dance. Гэри Маркс вспоминал:
The Sisters, за вычетом Элдрича, действительно записали в Strawberry песню, впоследствии ставшую „Yesterday Again“. Первоначально она называлась „Frail and Torn“, и Уэйн спел наполовину дописанные мной слова в один день с „Garden of Delight“. В шутку мы называли „Frail and Torn“ потенциальным рождественским синглом Sisters.
Оригинальный текст (англ.)The Sisters minus Eldritch had actually recorded a version of the song which became ‘Yesterday Again’ in Strawberry. It was originally titled ‘Frail and Torn’ and Wayne sang my half finished lyric one afternoon along with the first draft of the Mission’s ‘Garden of Delight’. We used to refer to ‘Frail and Torn’ jokingly as a potential Christmas single for the Sisters.
Элдрич также записал вокал для «Garden of Delight», но и эта версия песни осталась невостребованной. Впоследствии музыкант признавался: «Существует несколько бутлегов, где я пытаюсь петь текст Уэйна, который, как заметно, меня не убеждает. Я не смог придать этим словам какой-либо смысл. <…> Там нет идеи — он просто расставил в ряд заумные слова».
Запись была отложена, поскольку Элдрич соглашался исполнять лишь тексты собственного авторства, отклоняя предложения других участников. Гэри Маркс вспоминал: «Он чересчур увлёкся деловыми вопросами, от чего пострадала его авторская сущность. В студии мы неделями ожидали, пока он разродится. Это было очень больно и весьма дорогостояще».
Композиция «Marian» стала примечательным исключением: Элдрич написал слова на музыку Уэйна Хасси за рекордно короткий срок. По его словам, «Marian» — «особая песня, отличающаяся от всех прочих. Я написал её за 10 минут, хотя обычно на текст у меня уходит до полугода».
Запись вокала заняла много времени всё так же по причине перфекционизма, присущего лидеру группы. Маркс: «После каждой сессии Энди говорил: „Но эпично ли это?“, и мы отзывались: „Да, ваще!“ И он шёл записывать голос ещё раз. Энди — упёртый перфекционист. <…> За время, потраченное им на отладку минуса в наушниках, мы могли сочинить и записать двойной альбом».
Запись завершилась к концу июля 1984, и сырые миксы 18 треков были помещены на 10 бобин:
1. «Tones» / «No Time to Cry»
2. «Emma» / «Walk Away»
3. «Poison Door» / «A Rock and a Hard Place»
4. «First and Last and Always» (album version) / «First and Last and Always» (Japan version)
5. «Possession» / «Spit on Your Grave» / «Evil Come Evil Go»
6. «Marian» / «Wide Receiver»
7. «Nine While Nine»
8. «Some Kind of Stranger»
9. «Some Kind of Stranger» (early)
10. «Down to E…..» / «On the Wire»

По словам Дэйва Аллена, «Tones», «Spit on Your Grave», «Evil Come Evil Go» и «Down to E…..» — это рабочие названия впоследствии хорошо известных песен.
В начале августа 1984 группа улетела в США, чтобы дать два концерта в нью-йоркских клубах.

### Genetic Studios (август 1984 — февраль 1985)
Вернувшись в Англию, в компании продюсера Дэйва Аллена музыканты отправились в студию Genetic Studios, расположенную неподалёку от Рединга, звукоинженером выступил Тим Болдуин. Однако процесс записи, по словам Гэри Маркса, обернулся «полным безумием: Элдрич залип на записи дублей голоса, мы же вовсе выпали из процесса».
Ослабленный продолжительным употреблением амфетаминов, бессонницей, недоеданием и гипогликемией, Элдрич однажды потерял сознание в студии. Маркс: «Он был совершенно истощён, галлюцинировал. Одна его сторона хотела продолжать и дальше, другая же знала, что пора остановиться, поскольку он был явно болен». Эндрю срочно отвезли в ближайшую больницу, где он провёл некоторое время из-за проблем с сердцем, общим ухудшением состояния и истощением.
В начале сентября 1984 года его отпустили на два фестивальных выступления в Германии, но завершить альбом в срок группе уже не удавалось. В интервью, данном в немецком городе Ален 8 сентября, Элдрич сказал, что выпуск откладывается на начало следующего года.
Далее группа вернулась в Genetic Studios, чтобы внести последние поправки в запись. 22 сентября 1984 года The Sisters of Mercy выступили на фестивале в Йорке, затем отправились в гастрольный тур «Black October», который прошёл по Великобритании и материковой Европе с 4 октября по 18 ноября. Изначально тур был организован в поддержку альбома, и, чтобы гастроли не прошли вхолостую, 8 октября был выпущен первый сингл «Walk Away», на гибком диске, с «Train (amphetamix)» на обратной стороне. Композиция, как и её предшественник, «Body and Soul», не попала в Top 40, застряв на 45-й позиции.
По окончании тура группа (без басиста Крэйга Адамса и продюсера Дэйва Аллена) вернулась в Genetic Studios для сведения альбома. По этому случаю были записаны ещё 2 песни — «Blood money» и «Bury me deep», спродюсированные Элдричем, их поместили на обратную сторону следующего сингла «No Time to Cry». В песнях звучит синтезаторный бас.
После рождественских каникул в течение января-февраля 1985 года группа готовила альбом к выходу, который снова был перенесён — на март. Оформление было завершено и выслано, бобины с различными миксами путешествовали по офисам WEA. Также группа договорилась с PolyGram о съёмке и выпуске концерта в Альберт-холле 18 июня 1985 (день рождения Гэри Маркса).
Примерно в то же время будущий именинник решил покинуть The Sisters. Позже причину своего ухода он объяснит так: «Мои отношения со всеми троими окончательно испортились. <…> Мне как автору песен было тяжело там. Я написал много [песен], но они остались за бортом».

### Выпуск альбома и распад группы
8 марта 1985 года поступил в продажу сингл «No Time to Cry», не поднявшийся выше 63 позиции. Британский тур в поддержку альбома стартовал 9 марта. 11 марта альбом вышел на родине группы — и собрал хорошую прессу.
1 апреля Маркс отыграл свой последний концерт в составе The Sisters of Mercy, на прощание появившись в телевыступлении на следующий день, где группа вживую исполнила «First and Last and Always» и «Marian» (передача «The Old Grey Whistle Test»).
Оставшиеся трое музыкантов отправились в гастроли по Европе и США (12 апреля — 7 июня), причём Уэйну Хасси пришлось комбинировать две гитарные партии. Второе появление на ТВ состоялось в немецкой передаче «Formel Eins», где группа выступала уже под фонограмму, эфир 15 апреля 1985 года.
Как и планировалось, последним был концерт в Альберт-холле, но Гэри Маркс, участие которого было заявлено, на него не явился. Видеозапись концерта под названием «Wake» увидит свет в 1986 году.
Летом 1985 года в печати появилось сообщение, что следующим синглом The Sisters of Mercy будет кавер на композицию ABBA. Элдрич позже подтвердил, что действительно связывался с продюсером Джимом Стейнманом по этому поводу: «Я звонил ему по телефону ещё 3 года назад, когда в репертуар группы входила „Gimme Gimme Gimme“ (да, песня ABBA. Она довольно быстро вылетела из программы, её было сложно играть), и рассказал ему о песне и о том, что наша версия должна была звучать абсолютно ТУПО. Он полностью согласился со мной, но у него не было времени. Потом группа распалась».
Распад произошёл в то время, когда музыканты готовились к записи новой пластинки (октябрь 1985 года). У нового альбома уже было предварительное название, Left on a Mission and Revenge, однако работа над ним была затруднена тем обстоятельством, что Элдрич вновь отказался исполнять материал, предложенный Уэйном Хасси, да и представления о будущей пластинке у музыкантов расходились в целом. Осознавая невозможность дальнейшего сотрудничества, группу сначала покинул Крэйг Адамс, а на следующий день — Уэйн Хасси. В субботу, 2 ноября 1985 года, пресса сообщила о распаде группы. Элдрич решил продолжить запись альбома в качестве сольного исполнителя и в тот же день пригласил к сотрудничеству бас-гитаристку Патрицию Моррисон, которая в то время вместе со своей группой Fur Bible выступала в Британии на разогреве у Siouxsie and the Banshees. Новый состав был сформирован, и в истории The Sisters of Mercy была открыта новая глава.

## Технические подробности
Для записи альбома основной гитарист Гэри Маркс брал напрокат Fender Telecaster. До того он использовал гитару Shergold. Чёрный с серебром Gibson Les Paul использовался только на концертах группы. «Пусть это покажется диким для гитаристов, но я вряд ли когда-либо играл в Sisters аккордами — я не умел», — признавался музыкант.
Ритм-гитарист Уэйн Хасси играл на 12-струнной Aria Pro II RS-800.
Басист Крэйг Адамс использовал Ibanez Roadster. «Моим главным принципом всегда было играть как можно меньше нот». В песне «A Rock and a Hard Place» партия баса сыграна на синтезаторе.
О работе с Доктором Аваланчем Хасси вспоминал: «Сочинение песни занимало у нас не меньше трёх чёртовых дней, потому что приходилось программировать драм-машину». Для записи альбома группа приобрела Oberheim DMX.
Автором обложки и художественного оформления выступил Эндрю Элдрич.

## Музыкальный стиль и образы
Эндрю Элдрич всегда отрицал причастность The Sisters of Mercy к готик-року и отклонял любые попытки провести стилистические параллели. В его глазах группа была продолжением классической рок-музыки 60-х годов: «Мы вышли из 1969, мы дети Альтамонта. Мы не знаем и не хотим знать этих чёртовых Alien Sex Fiend. Всю свою карьеру нам приходилось бороться со сложившимся у большинства предубеждением, что мы происходим из пост-панка. Мы же считаем, что наши корни — в роке до 70-х, что мы продолжаем ту традицию и единственные в состоянии делать это и дальше. <…> Думаю, заглавная композиция мрачна, но остальные — нет. Они, возможно, не фонтанируют оптимизмом…. При том гуталиновая готичность предполагает атмосферу унылой апатии, к которой мы не склонны».
Появление Уэйна Хасси непременно сказалось на стилистике группы. «Его жужжащие риффы и чутьё на мрачные, но, в то же время, танцевальные мелодии повернули группу в более доступном направлении», — отмечал журналист Classic Rock. С тем, что приход Уэйна Хасси изменил акценты, соглашался и Гари Маркс: «Есть моя версия Sisters и версия Уэйна. Моя — скорее обычный рок, американский, его же — с привкусом Banshees». По мнению самого Хасси, его появление направило музыкальное развитие группы в новую сторону: «Аранжировкам и всякому такому стало уделяться значительно больше внимания, появились украшения и текстуры — вместо одинокой партии гитары с фуззом. Старые песни очень хороши, но их потенциал так и не был раскрыт».
В том же интервью Элдрич признал, что работа в современно оборудованной студии кардинально отличалась от условий, в которой были созданы предыдущие записи: «Немногие понимают, как мы были рады получить возможность делать записи, где слышно все партии и все слова и которые хорошо звучат по радио. Для большинства это негативные перемены». Однако и он, и Маркс остались недовольны работой продюсера Дэйва Аллена: первый говорил о «сомнительном продакшне», второй — о «слабости» оного. В интервью 2011 года Элдрич заявил: «Альбом мог получиться великим, будь он спродюсирован лучше. В дальнейшем мы решили работать самостоятельно».

## Тексты песен
Лирика на альбоме полностью написана Эндрю Элдричем, чья манера, по его собственному признанию, «более напоминает монтаж фильма». Содержание текстов с их многочисленными отсылками к наркотикам и расставанию отражают тогдашнее состояние Элдрича: «Я был очень подавлен тогда, так что лирический герой песен не отличается от меня вовсе».
Гэри Маркс: «В то время Эндрю переживал разрыв со своей давней подругой, а я был готов покинуть группу. Эти два обстоятельства неоднократно были отражены в песнях, где он с нами прощается».
Позже Элдрич подтвердил, что «Walk Away» адресована остальным участникам группы: «Я предполагал, что кто-то из них поймёт посыл». Гэри Маркс: «„Walk Away“ не обязательно обо мне, да и не важно — мне песня не сильно нравится. Я скорее принимаю на свой счёт другую — „Some Kind of Stranger“, где есть слова „нерешительный мнётся в дверях“ (англ. careful lingers undecided at the door), что меня действительно задело».

## Коммерческий успех и отзывы критиков
В Великобритании альбом получил «серебряный» статус (60 тысяч проданных копий) 30 октября 1987 года и «золотой» (100 тысяч) — 8 мая 1989 года. Высшая позиция в альбомных чартах — 14. В Германии, второй целевой для The Sisters стране, альбом стал «золотым» (250 тысяч копий) в 2011 году. Высшая позиция — 40-е место. Коммерческий провал синглов, которые даже не попали в Top 40, Элдрич прокомментировал так: «Нам это почти удалось. И не мы виноваты. Думаю, группа сделала всё необходимое, хотя мы не были готовы отвечать всем прихотям».
Сразу после выхода в свет First and Last and Always получил в целом положительные отзывы со стороны музыкальных критиков. Тед Мико (Ted Mico) в своей сугубо положительной рецензии на страницах Melody Maker отмечал: «Это лишь вопрос времени, когда The Sisters добьются успеха». В том же обзоре автор отмечал, что First and Last and Always — это очередное свидетельство возрождения готик-рока.
Вопреки заявлениям Элдрича, что его группа не имеет никакого отношения к готик-року, First and Last and Always с момента своего выхода в свет рассматривается как классика данного жанра: в декабре 1999 года журнал Q включил этот релиз в свой список «Лучшие готические альбомы всех времён», а в ретроспективной статье Sonic Seducer 2012 года альбом назван «столпом готической культуры» и включён в список «10 ключевых альбомов готической сцены».
Как заметила Эми Хэнсон, обозреватель сайта Allmusic, альбом стал эталоном готик-рока и послужил отправной точкой для дальнейшего развития всего жанра. Сочетание механического, монотонного ритма драм-машины, резко звучащих и в то же время меланхоличных гитарных партий и «загробного» вокала Элдрича навсегда сформировали стандарт, которому впоследствии неукоснительно следовало огромное количество готических музыкантов — однако никому из подражателей так и не удалось воссоздать неповторимую атмосферу First and Last and Always.
По словам критика Джона Леланда, рецензировавшего диск в июле 1985 года, все представленные на альбоме песни по-своему мрачны, — даже те, которые выдержаны в быстром темпе, — их тексты «лишены юмора, депрессивны и чрезвычайно, до безобразия романтичны», а гитарные партии «ни разу не прорываются сквозь туман». Леланд оценил альбом весьма сдержанно, выразив разочарование излишней, на его вкус, «традиционностью» музыки группы; тем не менее, он признал, что Sisters of Mercy создали по-настоящему качественное произведение в своём жанре.
Альбом First and Last and Always оказал существенное влияние на дальнейшее развитие музыкальной культуры, не только сформировав эталон готик-рока, но и поспособствовав зарождению новых, производных жанров. Так, по признанию Ника Холмса, вокалиста группы Paradise Lost, именно песни с дебютного диска Sisters of Mercy вдохновили его и других музыкантов коллектива на создание альбома Gothic, выход которого, по мнению некоторых критиков, положил начало становлению нового музыкального направления — готик-метала.

## Варианты изданий
Оригинальный винил вышел в марте 1985 года в Великобритании, США и Европе, а также в Канаде и Австралии, на кассетах — в США, Канаде, Европе, Сингапуре (с двумя треками Siouxsie and the Banshees). Конверт немецкого издания раскладной (gatefold).
В июле 1985 года корпорация Warner-Pioneer выпустила в Японии особое издание с альтернативными миксами некоторых треков («Black Planet» длиннее на 10 секунд, в «A Rock and a Hard Place» звучат дополнительные гитары, «First and Last and Always» вовсе исполнена в другой аранжировке, с другими барабанами и на 15 секунд длиннее; прочее совпадает с основным изданием). К релизу прилагался 4-страничный буклет с переводом текстов песен на японский язык.
В некоторых изданиях «Amphetamine Logic» была подписана просто «Logic» либо как «(Amphetamine) Logic».
В марте 1988 года альбом впервые появился на CD в Европе, Великобритании и США, но в японском варианте; в 1990 году был переиздан в Японии. В мае 1992 года был выпущен цифровой ремастер, но вновь с альтернативными версиями треков. Лишь в октябре 2006 года на Rhino Records вышел CD с ремастерингом оригинальной версии альбома. Это издание также примечательно бонус-треками: ранний вариант «Some Kind of Stranger» с другим текстом и би-сайды синглов «Walk Away» («Poison Door», «On the Wire», «Long Train») и «No Time to Cry» («Blood Money», «Bury Me Deep»). В 2008 году вышло российское издание (Никитин, по ремастеру 1992 года), в 2011 году — лимитированное американское ремастерированное издание на виниле (Mobile Fidelity Sound Lab).

## Список композиций
| №                   | Название                    | Текст песни         | Музыка              | Длительность |
| ------------------- | --------------------------- | ------------------- | ------------------- | ------------ |
| 1.                  | «Black Planet»              | Эндрю Элдрич        | Уэйн Хасси          | 4:26         |
| 2.                  | «Walk Away»                 | Элдрич              | Хасси               | 5:28         |
| 3.                  | «No Time to Cry»            | Элдрич              | Адамс/Хасси/Маркс   | 4:03         |
| 4.                  | «A Rock and a Hard Place»   | Элдрич              | Хасси               | 3:34         |
| 5.                  | «Marian (Version)»          | Элдрич              | Хасси               | 5:44         |
| 6.                  | «First and Last and Always» | Элдрич              | Маркс               | 4:02         |
| 7.                  | «Possession»                | Элдрич              | Адамс/Элдрич/Хасси  | 4:39         |
| 8.                  | «Nine While Nine»           | Элдрич              | Маркс               | 4:12         |
| 9.                  | «Amphetamine Logic»         | Элдрич              | Маркс               | 4:54         |
| 10.                 | «Some Kind of Stranger»     | Элдрич              | Маркс               | 7:20         |
| Общая длительность: | Общая длительность:         | Общая длительность: | Общая длительность: | 45:37        |

| №                   | Название                        | Текст песни         | Музыка              | Оригинальный сингл             | Длительность |
| ------------------- | ------------------------------- | ------------------- | ------------------- | ------------------------------ | ------------ |
| 11.                 | «Poison Door»                   | Маркс               | Маркс               | Walk Away                      | 3:41         |
| 12.                 | «On the Wire»                   | Элдрич              | Элдрич              | Walk Away 12"                  | 4:21         |
| 13.                 | «Blood Money»                   | Элдрич              | Хасси               | No Time to Cry                 | 3:13         |
| 14.                 | «Bury Me Deep»                  | Элдрич              | Элдрич              | No Time to Cry 12"             | 4:44         |
| 15.                 | «Long Train»                    | Элдрич              | Элдрич              | Walk Away (limited free flexi) | 7:31         |
| 16.                 | «Some Kind of Stranger (early)» | Элдрич              | Маркс               | None (early demo)              | 8:38         |
| Общая длительность: | Общая длительность:             | Общая длительность: | Общая длительность: | Общая длительность:            | 78:32        |